# Garry Chalk
Garry Chalk (Southampton, 17 febbraio 1952) è un attore e doppiatore britannico con cittadinanza canadese.

## Biografia
Nato da una famiglia inglese, si trasferì a Vancouver nel 1957. Studiò recitazione presso la scuola di formazione "Studio 58". È noto per essere la voce di Optimus Prime in Biocombat, nonché di molti personaggi nel mondo dell'animazione. È attivo come attore dal 1985 nel mondo del cinema e della televisione.

## Filmografia

### Cinema
- La mosca 2 (The Fly II), regia di Chris Walas (1989)
- National Lampoon's Holiday Party, regia di Neal Israel (2003)
- Battle in Seattle - Nessuno li può fermare (Battle in Seattle), regia di Stuart Townsend (2007)
- Io & Marley 2 - Il terribile (Marley & Me: The Puppy Years), regia di Michael Damian (2011)
- Tomorrowland - Il mondo di domani (Tomorrowland), regia di Brad Bird (2015)
- Power Rangers, regia di Dean Israelite (2017)
- The Predator, regia di Shane Black (2018)

### Televisione
- Davy Crockett, miniserie televisiva (1988-1989)
- Sì, Virginia, Babbo Natale esiste (Yes, Virginia, There Is a Santa Claus), regia di Charles Jarrott - film TV (1991)
- Innocenti paure (Stand Against Fear), regia di Joseph Scanlan – film TV (1996)
- Cold Squad - Squadra casi archiviati (Cold Squad), serie TV (st. 4-7) (1998-2005)
- Touching Evil – serie TV, episodio 1x01 (2004)
- La città del Natale (Christmas Town), regia di George Eschbamer (2008) - film TV
- Sul filo del pericolo (A Trace of Danger), regia di Terry Ingram (2010) - film TV
- The Killing, serie TV (st.1-2) (2011-2014)
- Cedar Cove, serie TV (st.1-2) (2013-2015)
- Il risveglio della follia (Accidental Obsession), regia di George Eschbamer (2015)

### Doppiatore
- Fumino il pilotino (The New Adventures of Little Toot), regia di Doug Parker (1992)
- Sonic, regia di Kent Butterworth e Blaire Peters (1993) - serie animata
- Extreme Dinosaurs - Quattro dinosauri scatenati (Extreme Dinosaurs) - serie animata (1995)
- Rombi di tuono e cieli di fuoco per i Biocombat (Beast Wars: Transformers), serie animata (1996-1999)
- He-Man and the Masters of the Universe, regia di Gary Hartle (2002-2004) - serie animata
- Barbie e il lago dei cigni (Barbie of Swan Lake), regia di Owen Hurley (2003)
- Alla ricerca di Babbo Natale (In Search of Santa), regia di William R. Kowalchuk (2004)
- Barbie e l'avventura nell'oceano (Barbie in a Mermaid Tale), regia di Adam L. Wood (2010)

## Doppiatori italiani
Nelle versioni in italiano delle opere in cui ha recitato, Garry Chalk è stato doppiato da:
- Pietro Biondi in Cold Squad - Squadra casi archiviati, Sul filo del pericolo, The Killing, Travelers
- Stefano De Sando ne La città del Natale, Il risveglio della follia
- Carlo Valli ne La mosca 2
- Giorgio Lopez in Stargate SG-1 (st. 5-6)
- Luigi Montini in Stargate SG-1 (st. 8-10)
- Dario Penne in Battle in Seattle - Nessuno li può fermare[1]
- Oliviero Corbetta in National Lampoon's Holiday Party
- Mario Scarabelli in Io & Marley 2 - Il terribile
- Giovanni Petrucci in Psych
- Stefano Mondini in Tomorrowland - Il mondo di domani
- Emilio Mauro Barchiesi in Power Rangers
- Toni Orlandi in The Predator
- Romano Malaspina in Davy Crockett
- Gerolamo Alchieri in Cedar Cove
- Bruno Alessandro in X-Files
- Sergio Luzi in Un killer nascosto in casa
- Pierluigi Astore in Riverdale
- Luca Biagini in Sonic - Il film

Da doppiatore è sostituito da:
- Pietro Ubaldi in Conan: The Adventurer, Alla ricerca di Babbo Natale[2] (Capitan Cragg)
- Antonio Paiola ne Alla ricerca di Babbo Natale (Conte Pingue),[2] Extreme Dinosaurs - Quattro dinosauri scatenati[3]
- Ivo De Palma in He-Man
- Mario Scarabelli in Re Artù e i Cavalieri della tavola rotonda
- Nando Gazzolo in Fumino il pilotino
- Alessandro Spadorcia Dragon Booster (Connor Penn)
- Pierluigi Astore in Dragon Booster (Mortis)
- Oliviero Dinelli in Sitting Ducks
- Riccardo Rovatti ne Il padrino
- Diego Sabre in Sonic
- Riccardo Lombardo in Biocombat
- Giorgio Bonino in He-Man and the Masters of the Universe